# 대한민국-동티모르 관계

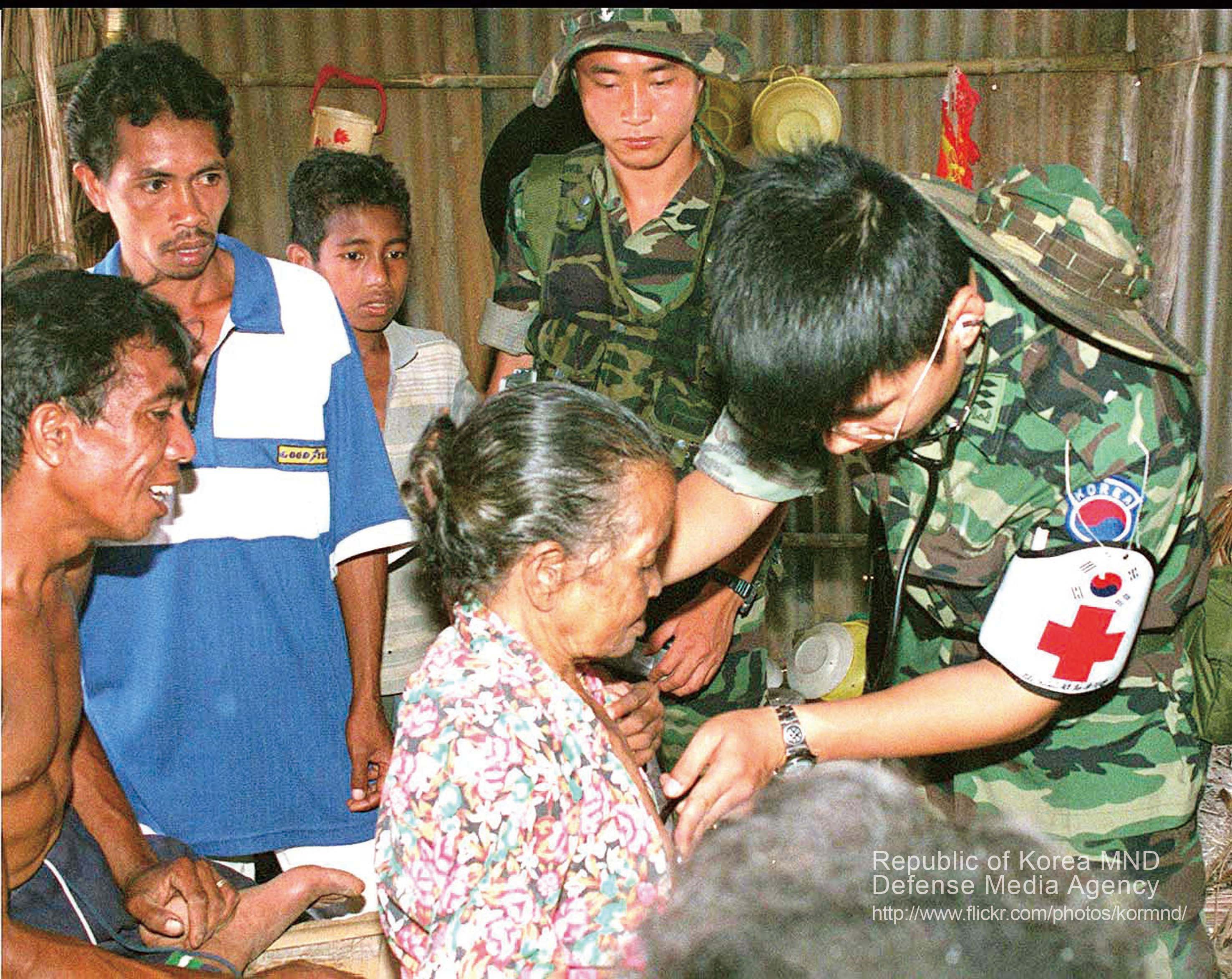
상록수부대가 동티모르 현지인들에게 의료 진료를 하는 모습.

대한민국과 동티모르는 2002년 5월 20일에 동티모르에 대한 정부 승인 및 대사급 외교관계 수립에 합의하였다. 정부 수립 이전에도 1999년 김대중 대통령은 아시아 태평양 경제협력체 회의 의제로 동티모르를 올리는데 미국과 일본을 설득하였으며, 상록수부대를 파견하여 동티모르 내 치안유지 증진에 노력하였다. 또한 동티모르 독립투표 당시, 독립투표를 담당한 유엔 선거관리 위원회에 손봉숙 박사가 관리위원장으로 파견되었다.

## 같이 보기
- 주한 동티모르 대사관
- 주동티모르 대한민국 대사관
- 상록수부대